# Paid To Click
Paid to click, letteralmente "pagati per cliccare" è un modello di business che genera traffico online da parte di persone che mirano a guadagnare soldi da casa. I siti Paid to click (conosciuti anche con l'abbreviazione PTC) fungono da intermediari tra inserzionisti e consumatori, l'inserzionista paga per la visualizzazione degli annunci sul sito PTC e una parte di questo pagamento va allo spettatore quando vede la pubblicità.

## Filosofia di base
Nati intorno agli inizi del XXI secolo con l'esplosione di internet, i siti Paid to click sono diventati uno dei metodi di guadagno online più popolari grazie alla loro semplicità di utilizzo sia per l'azienda che cerca pubblicità che per l'utente finale che mira ad un guadagno personale. L'inserzionista investe del denaro per registrare il suo sito web all'interno della piattaforma e, solo dopo una convalida manuale, il suo annuncio verrà pubblicato. L'utente finale verrà ricompensato con parte dell'investimento pecuniario effettuato dall'inserzionista semplicemente visualizzando la sua pubblicità che ha una durata breve, di norma non superiore al minuto. Il sito Paid to click trattiene una percentuale di tale investimento come compenso per il servizio di intermediazione offerto.

## Caratteristiche
Ogni sito Paid to click presenta un regolamento che l'utente deve approvare all'atto della registrazione sia che l'iscrizione venga effettuata in qualità di inserzionista o di consumatore. Vengono mostrati inoltre gli importi relativi alle campagne pubblicitarie e quanto viene compensato un click dell'utente in base alla durata e tipologia dell'annuncio visualizzato. Molti siti Paid to click offrono anche agli utenti consumatori la possibilità di acquistare degli abbonamenti (membership) che garantiscono vantaggi esclusivi e percentuali di guadagno superiori al livello gratuito.

## Referral marketing
Uno dei principali punti di forza dei siti Paid to click è un solido marketing basato sul passaparola digitale (referral marketing) dove gli utenti ricevono dei vantaggi pecuniari qualora riuscissero a far utilizzare il servizio ad altre persone. Il sistema di referenza è dunque una forma autopromozionale per il sito Paid to click, ma allo stesso tempo un'opportunità molto redditizia per il consumatore. Solitamente viene riconosciuta una percentuale fissa che viene assegnata allo sponsor (colui che invita) in base ai guadagni generati dai suoi referrals (coloro che sono stati invitati): da notare come questo compenso non venga decurtato dai guadagni degli invitati, ma venga assegnato come bonus extra. Diversi siti Paid to click offrono anche dei referrals a noleggio (i cosiddetti rented referrals) che sono acquistabili all'interno della piattaforma e generalmente sono degli utenti che si sono iscritti al servizio senza nessuno sponsor.

## Legalità e pericoli
L'utilizzo dei siti Paid to click è legale e regolamentato da Consob e legislazione italiana (art. 5 della L. 173 del 2005 relativo agli schemi piramidali), tuttavia esistono alcuni Paid To Click che sono in realtà siti fasulli volti a raggirare l'utente. Tali siti, definiti "scam", vengono lanciati con offerte particolarmente convenienti per gli utenti. Gli utenti vengono solitamente invitati a pagare per ottenere maggiori guadagni (e quindi un ritorno sull'investimento) con un upgrade dell'account. Tuttavia questi siti non emettono in realtà alcun pagamento, oppure vengono chiusi senza preavviso, senza che gli utenti che hanno pagato per un upgrade possano essere risarciti.

## Limitazioni nell'utilizzo
Il servizio di intermediazione offerto dai siti Paid to click è una tecnica artificiosa di incremento del traffico, pertanto alcune piattaforme pubblicitarie PPC (Pay per click) potrebbero vietarne l'utilizzo. Inoltre non è possibile registrare all'interno dei circuiti pubblicitari siti contenenti popup, redirect e malware oppure siti che trattano argomenti delicati quali sesso, droghe ed armi.

## Differenze tra Paid To Click e Pay Per Click
I servizi PTC richiedono la partecipazione volontaria di due tipologie di utenti: l'inserzionista e lo spettatore pagato per vedere le pubblicità dell'inserzionista. Il PPC invece richiede la presenza di un'inserzionista che paga solo per la ricezione di click, e non per la visualizzazione dell'inserzione. Inoltre nel PPC gli utenti che vedono gli annunci non sono pagati per farci click: sono pagati solamente i concessionari di pubblicità e gli eventuali gestori di siti web che decidono di ospitare gli annunci. Sono esempi di PPC i servizi pubblicitari di Google, AdWords (per gli inserzionisti) e Google AdSense (per i gestori di siti web).

## Alternative di pubblicità gratuita
Dato il grande successo ottenuto dai siti Paid to click, sono nate forme pubblicitarie molto simili ispirate a questo modello di business. L'alternativa più nota di pubblicità gratuita, nella quale non vi è scambio di denaro, ma aiuto reciproco a promuovere ognuno il sito web dell'altro, è la tecnica dello Scambio visite che a loro volta hanno dato vita alle barre pubblicitarie e estensioni browser paganti.